# سیارک ۶۷۸۵۳
سیارک ۶۷۸۵۳ (به انگلیسی: 67853 Iwamura، نامگذاری:2000WO9) شصت و هفت هزار و هشتصد و پنجاه و سومین سیارک کشف شده‌است که در ۲۲ نوامبر ۲۰۰۰ کشف شد.